# Schizovalva
Schizovalva är ett släkte av fjärilar. Schizovalva ingår i familjen stävmalar.

## Dottertaxa tillSchizovalva, i alfabetisk ordning[1]
- Schizovalva ablepta
- Schizovalva adelosema
- Schizovalva alaopis
- Schizovalva anisofascia
- Schizovalva bistrigata
- Schizovalva blumenzweigella
- Schizovalva brunneotincta
- Schizovalva brunneovesta
- Schizovalva catharodes
- Schizovalva celidota
- Schizovalva cyrtogramma
- Schizovalva dryadopis
- Schizovalva ebenostriga
- Schizovalva epicentra
- Schizovalva episema
- Schizovalva exsulata
- Schizovalva guillarmodi
- Schizovalva hyperythra
- Schizovalva isochorda
- Schizovalva isophanes
- Schizovalva leontianella
- Schizovalva leptochroa
- Schizovalva leucogrisea
- Schizovalva matutina
- Schizovalva mesacta
- Schizovalva naufraga
- Schizovalva nigrifasciata
- Schizovalva nigrosema
- Schizovalva nubila
- Schizovalva ochnias
- Schizovalva ochrotincta
- Schizovalva ophitis
- Schizovalva perirrorata
- Schizovalva permagna
- Schizovalva peronectis
- Schizovalva polygramma
- Schizovalva prioleuca
- Schizovalva rescissella
- Schizovalva rhodochra
- Schizovalva rubigitincta
- Schizovalva sarcographa
- Schizovalva sphenopis
- Schizovalva stasiarcha
- Schizovalva trachypalpella
- Schizovalva triplacopis
- Schizovalva trisignis
- Schizovalva unitincta
- Schizovalva xerochroa
- Schizovalva xylotincta